# Siegfried Pappelbaum
Siegfried Pappelbaum (* 18. Juli 1937; † 28. Oktober 2020 in Leipzig) war ein deutscher Schauspieler, Kabarettist und Hörspielsprecher.

## Leben
Siegfried Pappelbaum wurde 1937 geboren und erlernte nach dem Schulbesuch den Beruf eines Mechanikers. Von 1964 bis 1968 studierte er an der Theaterhochschule „Hans Otto“ Leipzig und wurde anschließend von Karl Kayser an das Städtische Theater Leipzig engagiert. Hier wirkte er über drei Jahrzehnte, gastierte am Opernhaus Leipzig und war häufig bei Kabarettveranstaltungen zu sehen. Mehrfach stand er für die DEFA und das Fernsehen der DDR vor der Kamera. Für den Rundfunk arbeitete er als Hörspielsprecher.
Siegfried Pappelbaum war mit der Kabarettistin Heiderose Seifert (* 1943) von der Leipziger Pfeffermühle verheiratet und gemeinsam haben sie einen Sohn. Siegfried Pappelbaum verstarb im Jahr 2020 im Alter von 83 Jahren in Leipzig, wo er auf dem Friedhof in Lindenau beigesetzt wurde.

## Filmografie
- 1971: Hut ab, wenn du küsst!
- 1976: Polizeiruf 110: Der Fensterstecher (Fernsehreihe)
- 1977: Polizeiruf 110: Ein unbequemer Zeuge
- 1993: Morlock (Fernseh-Vierteiler, 1 Teil)
- 1999: In aller Freundschaft (Fernsehserie, 1 Episode)
- 2000: In aller Freundschaft (Fernsehserie, 1 Episode)
- 2001: Streit um drei (Fernsehserie, 1 Episode)
- 2001: In aller Freundschaft (Fernsehserie, 1 Episode)
- 2004: Familie Dr. Kleist (Fernsehserie, 1 Episode)
- 2005: Tatort: Freischwimmer (Fernsehreihe)

## Theater

### Schauspieler
- 1968: William Shakespeare: Ein Sommernachtstraum – Regie: Karl Kayser (Städtische Theater Leipzig)
- 1969: James Baldwin: Blues für Mister Charlie – Regie: Karl Kayser (Städtische Theater Leipzig)
- 1970: Ecaterina Oproiu: Ich bin nicht der Eiffelturm – Regie: Peter Förster (Leipziger Theater)
- 1972: Lew Tolstoi: Krieg und Frieden – Regie: Gotthard Müller (Leipziger Theater)
- 1972: Bertolt Brecht: Herr Puntila und sein Knecht Matti – Regie: Hans Michael Richter (Leipziger Theater)
- 1976: Dario Fo: Siebentens: Stiehl ein bißchen weniger – Regie: Horst Smiszek (Leipziger Theater)
- 1976: Alexander Gelman: Protokoll einer Sitzung – Regie: Hans-Joachim Hegewald/|Karl Kayser/Hans Michael Richter (Leipziger Theater – Kellertheater)
- 1977: Rudi Strahl: Ein irrer Duft von frischem Heu – Regie: Horst Smiszek (Leipziger Theater)
- 1979: Hermann Kant: Die Aula – Regie: Gotthard Müller  (Leipziger Theater)
- 1982: Peter Hacks nach Aristophanes: Der Frieden – Regie: Peter Röll (Leipziger Theater)
- 1982: William Shakespeare: Othello, der Mohr von Venedig – Regie: Karl Georg Kayser (Leipziger Theater)
- 1983: Hans Michael Richter: Kafkas Schloss – Regie: Hans Michael Richter (Leipziger Theater)
- 1984: Leonard Bernstein/Arthur Laurents: West Side Story (Lieutenant Schrank) – Regie: Günter Lohse/Dietmar Seyffert (Opernhaus Leipzig)
- 1985: Heinz Drewniok: Teamwork (Hartmut) – Regie: Gotthard Müller (Leipziger Theater – Neue Szene)
- 1987: Andreas Knaup: Majakiade oder Ich will: Die Heimat soll mich verstehn – Regie: Andreas Knaup (Leipziger Theater – Kellertheater)
- 1987: Alexander Gelman: Allein mit allen (Andrej) – Regie: Rainer Nitzke (Stadttheater Döbeln)
- 1989: William Shakespeare: König Heinrich der Vierte – Regie: Fritz Bennewitz (Leipziger Theater)
- 1992: Loriot: Ratgeber für das Benehmen in deiner Gesellschaft – Regie: Dieter Bellmann (Leipziger Theater – Theater am Tresen)

### Regisseur
- 1971: Rolf Gozell: Aufstieg der Edith Eiserbeck (Arbeitertheater des VEB Bodenbearbeitungsgeräte Leipzig)

## Hörspiele
- 1970: Siegfried Dietrich: Beim Tod zu Gast (Sergej) – Regie: Klaus Zippel (Kinderhörspiel, 2 Teile – Rundfunk der DDR)
- 1970: Erwin Strittmatter/Horst Heitzenröther: Der Wundertäter – Regie: Walter Niklaus (Hörspiel, 10. Teil – Rundfunk der DDR)
- 1971: Dimitar Dimoff/Horst Heitzenröther: Tabak – Regie: Walter Niklaus (Hörspiel, 2. Teil – Rundfunk der DDR)
- 1973: Ebrahim Hussein: Der große Zauber – Regie: Helmut Hellstorff (Hörspiel – Rundfunk der DDR)
- 1973: Eva Tasnadi-Vaktor: Zwei Begegnungen (Kraftfahrer) – Regie: Günter Bormann (Kinderhörspiel – Rundfunk der DDR)
- 1974: Aleksander Minkowski: Ein Durchschnittsbürger (Bürger) – Regie: Helmut Hellstorff (Hörspiel – Rundfunk der DDR)
- 1974:Joachim Nowotny: Ein altes Modell – Regie: Walter Niklaus (Hörspiel – Rundfunk der DDR)
- 1975: Hans Siebe: Plesskauer Harte – Regie: Joachim Staritz (Kriminalhörspiel – Rundfunk der DDR)
- 1976: Stanisław Lem: Existieren Sie, Mr. Jones? (Harry Johns Bruder) – Regie: Klaus Zippel (Kurzhörspiel/Science-Fiction-Hörspiel – Rundfunk der DDR)
- 1977: Jobst Rapp: Liebeserklärung aus den Wolken (Paul) – Regie: Klaus Zippel (Kinderhörspiel – Rundfunk der DDR)
- 1978: Linda Teßmer: Der Überfall (Lange) – Regie: Ingo Langberg (Kurzhörspiel/Kriminalhörspiel – Rundfunk der DDR)
- 1979: Alex La Guma: Der Auftrag (Polizist) – Regie: Walter Niklaus (Hörspiel – Rundfunk der DDR)
- 1979: Volkstext: Wie Dagbatschi säte und erntete – Regie: Manfred Täubert (Kinderhörspiel – Rundfunk der DDR)
- 1980: Volkstext: Thorstein und Einar (Gunnar) – Regie: Uwe Haacke (Kinderhörspiel – Rundfunk der DDR)
- 1981: Alexei Tolstoi: Das Märchen von Jemeljan und seiner schönen Tatjana – Regie: Walter Niklaus (Kinderhörspiel – Rundfunk der DDR)
- 1981: Claude Tillier: Mein Onkel Benjamin – Regie: Walter Niklaus (Hörspiel – Rundfunk der DDR)
- 1982: Jala Khoury: Gott mit euch, Genossen (Gendarm) – Regie: Helmut Hellstorff (Hörspiel – Rundfunk der DDR)
- 1983: Gudrun Piotrowski: 6-Tage-Rennen-unentschieden (Papa) – Regie: Annegret Berger (Kurzhörspiel – Rundfunk der DDR)
- 1985: Christian Martin: Das Wagnis – Regie: Walter Niklaus (Kinderhörspiel – Rundfunk der DDR)
- 1985: Bernd Raffelt: Ein Brief auf Reisen – Regie: Walter Niklaus (Kurzhörspiel – Rundfunk der DDR)
- 1988: Horst Angermüller Der Einbruch oder Wo die Liebe hinfällt (ABV) – Regie: Annegret Berger (Kurzhörspiel/Kriminalhörspiel – Rundfunk der DDR)
- 1989: Inge Ristock: Das Largo auf dem Zerrwanst (Transportarbeiter) – Regie: Klaus Zippel (Kurzhörspiel – Rundfunk der DDR)
- 1990: Ambrose Bierce: Bittere Stories – Regie: Walter Niklaus (Kriminalhörspiel – Funkhaus Berlin)
- 1991: Dirk Heidicke: Einige Züge später – Regie: Bert Bredemeyer (Hörspiel – Funkhaus Berlin)
- 1991: Carmen Blazejewski: Der Alte und die Bank (Müllmann) – Regie: Christa Kowalski (Hörspiel – Funkhaus Berlin)
- 1993: Holger Siemann: Tüteltütü oder: Zeit für Igor (Autofahrer) – Regie: Christa Kowalski (Kurzhörspiel – MDR)
- 1993: Jan Eik: Der Rest ist Schweigen (Polizist) – Regie: Bert Bredemeyer (Kriminalhörspiel – MDR)
- 1994: Wiard Raveling: Eine ganz dunkle Geschichte (Bernd Taute) – Regie: Irene Schuck (Kriminalhörspiel – MDR)
- 2000: Alfred Marquart: Oh du fröhliche. Geschichte eines Weihnachtsliedes (Ratsherr) – Regie: Klaus Langer (Hörspiel – SWF)